# Liste der Baudenkmale in Borrentin
In der Liste der Baudenkmale in Borrentin sind alle denkmalgeschützten Bauten der Gemeinde Borrentin (Mecklenburg-Vorpommern) und ihrer Ortsteile aufgelistet. Grundlage ist die Veröffentlichung der Denkmalliste des Landkreises Mecklenburgische Seenplatte (Auszug) vom 20. Januar 2017.

## Baudenkmale nach Ortsteilen

### Borrentin
| ID  | Lage                                        | Bezeichnung                 | Beschreibung | Bild |
| --- | ------------------------------------------- | --------------------------- | ------------ | ---- |
| 171 | B 194 (am Parkplatz nördlich von Borrentin) | Meilenstein (Meilenobelisk) |              |      |

### Gnevezow
| ID  | Lage             | Bezeichnung                                          | Beschreibung                                                                                          | Bild           |
| --- | ---------------- | ---------------------------------------------------- | --- | -------------- |
| 400 | Gnevezow (Karte) | Kirche mit                                           | Feldsteinkirche vom 16. Jahrhundert unter Verwendung von Backsteinen; Ausstattung vom 17. und 18. Jh. | Weitere Bilder |
| 400 |                  | Glocke von 1697 (im neuerrichteten Glockenstuhl) und | |                |
| 400 |                  | Feldsteinmauer                                       | |                |

### Moltzahn
| ID  | Lage                | Bezeichnung                  | Beschreibung                                                                           | Bild           |
| --- | ------------------- | ---------------------------- | -------------------------------------------------------------------------------------- | -------------- |
| 814 | Moltzahn            | rohrgedeckte Fachwerkscheune |                                                                                        |                |
| 815 | Moltzahn 26 (Karte) | Kirche                       | Feldsteinkirche mit Backsteingiebel vom 17. Jahrhundert mit freistehendem Glockenturm. | Weitere Bilder |

### Schwichtenberg
| ID  | Lage                       | Bezeichnung                           | Beschreibung | Bild           |
| --- | -------------------------- | ------------------------------------- | --- | -------------- |
| 958 | Schwichtenberg 7           | Gutsanlage mit Pferdestall            | 1-gesch., 13-achsiger Putzbau mit 2-gesch. Mittelrisalit und Krüppelwalmdach sowie Wirtschaftsgebäude aus Rot- und Feldstein. |                |
| 958 |                            | Park                                  | |                |
| 959 | Schwichtenberg 33b (Karte) | Kirche mit                            | Spätgotischer Feldsteinbau vom 16. Jahrhundert mit Backsteingewände; Chor mit polygonalen Ostschluss; Dachturm mit Fachwerkunterbau, verbrettertem Oberteil und Pyramidenhelm; Ausbau nach Brand von 1773; Rokoko - Kanzelaltar von 1773, Grüneberg - Orgel von 1863. | Weitere Bilder |
| 959 |                            | Friedhof,                             | |                |
| 959 |                            | Feldsteintrockenmauer mit Eisengitter | |                |

### Wolkwitz
| ID   | Lage             | Bezeichnung                                     | Beschreibung | Bild           |
| ---- | ---------------- | ----------------------------------------------- | --- | -------------- |
| 1170 | Wolkwitz 7       | Gutshaus und                                    | 2-gesch. ++ Putzbau vom Anfang des 19. Jahrhunderts mit Krüppelwalmdach; 1807 Domäne und Vorwerk des Amtes Lindenberg, dann im Besitz von Adam Heinrich Rewoldt und Familie Maaß; nach 1945 Wohn- und Kulturhaus der LPG, nach 1990 Leerstand; seit 2014 umfangreiche Sanierung - Erhaltung der Originalstruktur des Hauses, Erhaltung und Nachbau eines Großteils der spätbarocken Formen der Hauptfassade sowie Details im Inneren; 2022 mit dem 3. Preis des Bundespreises für Handwerk in der Denkmalpflege ausgezeichnet. |                |
| 1170 | Wolkwitz 5, 7    | Park                                            | |                |
| 1171 | Wolkwitz (Karte) | Kirche mit                                      | Gotische Saalkirche aus Feld- und Backsteinen vom 13. Jahrhundert; Kriegssanierungen im 17. Jh.; Innen: Malereien vom 15. Jh., Wolkwitzer Madonna von 1250 im Bode-Museum, spätgotischer Schnitzaltar, Kanzel und Patronatsloge aus der Renaissance. | Weitere Bilder |
| 1171 |                  | Glocke von 1670 (im freistehenden Glockenstuhl) | |                |
| 1172 | Wolkwitz 51      | ehem. Pfarrhaus                                 | |                |

## Quelle
- Karte der Baudenkmale im Geoportal des Landkreises